# Matur, Siruguppa
Matur là một làng thuộc tehsil Siruguppa, huyện Bellary, bang Karnataka, Ấn Độ.